# Rutkowski-Gletscher
Der Rutkowski-Gletscher ist ein Gletscher in der antarktischen Ross Dependency. Er entwässert den Eisschild im nördlichen Teil der Dominion Range östlich des Mount Mills und fließt in nördlicher Richtung zur Meyer Desert, wo er endet, ohne den Beardmore-Gletscher zu erreichen.
Das Advisory Committee on Antarctic Names benannte ihn 1966 nach Richard L. Rutkowski, Meteorologe des United States Antarctic Research Program auf der Amundsen-Scott-Südpolstation im Jahr 1962.